# Pescador de la petxina
Pescador de la petxina és una escultura en guix de l'escultor francès Jean-Baptiste Carpeaux realitzada l'any 1858. Es conservava al Museu del Louvre, però des de 1986 es va assignar al Museu d'Orsay. Aquesta obra informava, entre d'altres, del seu treball com a becat pel Premi de Roma a la Vil·la Mèdici a Itàlia.

## Història i descripció
L'any 1856 va viatjar a Itàlia, per ampliar estudis durant cinc anys a l'Acadèmia Francesa de Roma, després d'haver guanyat el Premi de Rioma d'escultura el 1854. Carpeaux aviat es va enfrontar a la necessitat d'anar enviant algunes obres a París com una demostració del seu progrès. El Pescador de la petxina va ser la segona tramesa a París.
Carpeaux, a la seva obra es va identificar amb un realisme romàntic i a més a més va superar magníficament la realització de la forma humana i els delicats detalls dels objectes de la natura. L'escultura representa un jove pescador ajupit que aguanta amb les seves mans una petxina al costat de la seva orella esquerra, per poder sentir el xiu-xiu del mar.

## Galeria
La peça original en guix es conserva al Museu d'Orsay, però n'hi ha altres reproduccions en diferents materials en altres museus del món. Una de les més destacades és la realitzada en marbre del National Gallery of Art de Washington DC. Aquesta escultura va ser adquirida per l'emperatriu Eugènia de Montijo, i llegada junt amb la seva residència d'Anglaterra al seu nebot Napoleó Bonaparte Victor Jérôme. Després l'obra va passar per diversos propietaris fins a la seva arribada a la National Gallery.
| - Pescador de la petxina (marbre) National Gallery of Art de Washington DC - Detall de l'escultura de marbre. - Pescador de la petxina (Terracota) Museu de Belles Arts Jules Chéret a Niça. |